# Världsmästerskapen i badminton 1999
Världsmästerskapen i badminton 1999 anordnades den 10-23 maj i Köpenhamn, Danmark. 

## Medaljsummering
| Pl. | Nation   | Guld | Silver | Brons | Totalt |
| --- | -------- | ---- | ------ | ----- | ------ |
| 1   | Sydkorea | 2    | 2      | 0     | 4      |
| 2   | Kina     | 2    | 1      | 4     | 7      |
| 3   | Danmark  | 1    | 0      | 5     | 6      |
| 4   | England  | 0    | 1      | 1     | 2      |
| 5   | Taiwan   | 0    | 1      | 0     | 1      |

## Resultat
| Event       | Guld                       | Silver                     | Brons                         |
| Herrsingel  | Sun Jun                    | Fung Permadi               | Peter Gade                    |
| Herrsingel  | Sun Jun                    | Fung Permadi               | Poul-Erik Høyer Larsen        |
| Damsingel   | Camilla Martin             | Dai Yun                    | Gong Ruina                    |
| Damsingel   | Camilla Martin             | Dai Yun                    | Mette Sørensen                |
| Herrdubbel  | Ha Tae-kwon Kim Dong-moon  | Lee Dong-soo Yoo Yong-sung | Zhang Wei Zhang Jun           |
| Herrdubbel  | Ha Tae-kwon Kim Dong-moon  | Lee Dong-soo Yoo Yong-sung | Simon Archer Nathan Robertson |
| Damdubbel   | Ge Fei Gu Jun              | Ra Kyung-min Chung Jae-hee | Qin Yiyuan Gao Ling           |
| Damdubbel   | Ge Fei Gu Jun              | Ra Kyung-min Chung Jae-hee | Ann Jørgensen Majken Vange    |
| Mixeddubbel | Kim Dong-moon Ra Kyung-min | Simon Archer Joanne Goode  | Liu Yong Ge Fei               |
| Mixeddubbel | Kim Dong-moon Ra Kyung-min | Simon Archer Joanne Goode  | Michael Søgaard Rikke Olsen   |